# Syllitus sutteri
Syllitus sutteri là một loài bọ cánh cứng trong họ Cerambycidae.